# Neosympherobius cinereus
Neosympherobius cinereus is een insect uit de familie van de bruine gaasvliegen (Hemerobiidae), die tot de orde netvleugeligen (Neuroptera) behoort. 
Neosympherobius cinereus is voor het eerst wetenschappelijk beschreven door Kimmins in 1929.